# Denise Bloch
Denise Madeleine Bloch (Barrault, 21 januari 1916 – Ravensbrück, 27 januari 1945) was een Franse geheim agente voor de Britse Special Operations Executive tijdens de Tweede Wereldoorlog.

## Gezin
Haar vader Jacques Henri Bloch en haar moeder Suzanne Levi-Strauss waren Joods. Denise had drie broers. Vanwege de vervolging van de Joden vluchtte Denise naar het nog onbezette Lyon.

## Verzet
Ze werkte bij Citroën als secretaresse van Jean Maxime Aron, die met codenaam 'Joseph') verzetsleider was in Frankrijk.
Bloch ging in Lyon voor de Special Operations Executive werken, eerst met radio-operator  Brian Stonehouse tot die op 24 oktober 1942 opgepakt werd.
Bloch dook onder te Villefranche-sur-Mer tot begin 1943 toen ze in contact kwam met de agenten George Reginald Starr en Philippe de Vomécourt van SOE. Ze werkte voor hen in Agen, maar leden gebrek aan middelen en beschikten niet over een radio.

## Londen
Samen met Maurice Dupont ging ze in 22 dagen van Toulouse en Montréjeau Cier-de-Luchon te voet over de Pyreneeën op 3300 m langs Bausen, Lerida,  Barcelona en Madrid naar Gibraltar en zo per boot via Lissabon naar Londen, waar ze op 21 mei aankwam en negen maanden opleiding in radio kreeg.

## Gedropt
Op 2 maart 1944 werd ze met blond geverfd haar samen met Robert Benoist boven Soucelles geparachuteerd uit een Westland Lysander. Ze saboteerden rond  Nantes spoorlijnen en telefoonkabels en legden contact met Jean-Pierre Wimille, net als Benoist een autocoureur.

## Arrestatie
Op 18 juni werd Benoist te Parijs opgepakt. Op 19 juni werd Denise te Sermaise opgepakt. Ze werd ondervraagd en gefolterd, eerst in Avenue Foch en dan in Fresnes. Ze werd op 8 augustus 1944 overgebracht naar gevangenissen te Neue Bremm, Torgau en Chojna. Ze werd dan overgebracht naar  Ravensbrück, waar ze terechtgesteld op 27 januari 1945 werd en haar lijk gecremeerd werd.

## Eerbewijzen
In England staat ze vermeld op het Brookwood Cemetery in Surrey. Ze ontving postuum een "King's Commendation for Brave Conduct".
In Frankrijk ontving ze postuum benoemd in het Legioen van Eer en ontving de Verzetsmedaille en het  Croix de guerre.
- SNAC: w6f875md